# Lutz Goepel
Lutz Goepel (ur. 10 października 1942 w Gocie) – niemiecki polityk, przez trzy kadencje poseł do Parlamentu Europejskiego z ramienia CDU.

## Życiorys
Maturę zdał w 1961, studiował nauki rolne na Uniwersytecie w Jenie. W 1988 uzyskał stopień naukowy doktorat w zakresie agronomii. Pracował w doradztwie rolniczym. Był członkiem koncesjonowanej enerdowskiej Demokratycznej Partii Chłopskiej Niemiec. W 1990 został wybrany do Izby Ludowej NRD (Volkskammer). Po zjednoczeniu Niemiec wstąpił do ogólnokrajowej Unii Chrześcijańsko-Demokratycznej. Pełnił funkcję obserwatora w Europarlamencie.
W 1994 z listy CDU po raz pierwszy uzyskał mandat deputowanego do Parlamentu Europejskiego. W wyborach w 1999 i 2004 z powodzeniem ubiegał się o reelekcję z ramienia CDU. Był m.in. członkiem grupy chadeckiej, pracował m.in. w Komisji Rolnictwa i Rozwoju Wsi oraz Komisji Kontroli Budżetowej. W PE zasiadał do 2009.